# György Bethlen
Contele György Bethlen (n. 23 septembrie 1888, Cluj, Austro-Ungaria – d. 13 septembrie 1968, Cluj, România) a fost un om politic maghiar și român, lider al Partidului Național Maghiar din România (reprezentantul politic al comunității maghiare din perioada interbelică), deputat în parlamentul României între anii 1926-1927 și 1931-1932.